# Ostatnia Wieczerza (obraz Nikołaja Gaya)
Ostatnia Wieczerza (ros. Тайная вечеря) – obraz olejny Nikołaja Gaya, namalowany w 1863.

## Okoliczności powstania
Nikołaj Gay namalował Ostatnią Wieczerzę w czasie sześcioletniego pobytu we Florencji, na państwowym stypendium otrzymanym za dotychczasowe wyniki w nauce malarstwa. Za inspirację dla kompozycji mógł służyć obraz na ten sam temat widziany przez artystę w konkatedrze w Valletcie.

## Opis
Obraz ukazuje moment następujący po zakończeniu wieczerzy Jezusa z apostołami. W ciemnej, oświetlonej tylko jedną lampą izbie Jezus odpoczywa na łożu w pozycji półleżącej, wspierając głowę dłonią. Jego twarz wyraża spokojne zdecydowanie, ale i świadomość nadchodzących zdarzeń i budzącą się pod jej wpływem trwogę. U stóp Jezusa, na łożu wspiera się Jan, ubrany w ciemnozieloną szatę, po drugiej stronie stołu stoi znacznie starszy, ubrany w brązową szatę Piotr. Obydwaj obserwują Judasza, który stojąc tyłem do widza ubiera się w płaszcz, by opuścić Wieczernik i udać się do sanhedrynu. Na ich twarzach malują się podejrzenia w kwestii zamiarów odchodzącego. Inni apostołowie gromadzą się w półmroku, za plecami Jezusa. W pomieszczeniu widoczne są elementy wskazujące na przebieg minionej wieczerzy: dwa kieliszki, butelka i talerze na stole, misa, w której Jezus umywał nogi apostołów. Lokalizacja lampy oliwnej, jedynego źródła światła, pomiędzy Judaszem a stołem sprawia, że postać przyszłego zdrajcy Jezusa znajduje się w całkowitej ciemności, zaś najsilniej oświetloną postacią kompozycji jest Piotr.

## Odbiór
Obraz odniósł natychmiast po wystawieniu duży sukces i został zakupiony za 10 tys. rubli do prywatnych kolekcji cara Aleksandra II. Mimo tego krytyka rosyjska uznała dzieło za zbyt swobodnie traktujące temat zaczerpnięty z Nowego Testamentu: Gay nie podkreślał w obrazie szczególnego znaczenia Ostatniej Wieczerzy dla chrześcijan, lecz ukazał ją jak zwykły, codzienny posiłek. Również znajomość realiów historycznych u malarza nie była pełna: na posadzce domu nie pojawia się tradycyjna w domach bliskowschodnich mata, zaś stół, przy którym odbyła się wieczerza, jest za wysoki. Ze względu na pominięcie duchowego aspektu wieczerzy dzieło zostało, wbrew zamiarom autora, skojarzone z książką Ernesta Renana Żywot Jezusa i uznane za świadomie zeświecczony obraz zdarzeń biblijnych.